# Alfonso López Trujillo
Alfonso López Trujillo (Villahermosa, 8 novembre 1935 – Roma, 19 aprile 2008) è stato un cardinale e arcivescovo cattolico colombiano.

## Biografia

### Formazione e ministero sacerdotale
Ancora giovane si trasferì a Bogotà e frequentò l'Università Nazionale della Colombia. Lì entrò in seminario. Completò gli studi a Roma laureandosi in filosofia presso l'Angelicum. Poi ottenne un dottorato in filosofia all'Università San Tommaso d'Aquino a Bogotà.
Fu ordinato presbitero il 13 novembre 1960 e, dopo aver studiato altri due anni a Roma, tornò a Bogotà dove gli venne affidato l'incarico di insegnante di filosofia nel locale seminario per quattro anni. Nel 1968, organizzò il nuovo ufficio pastorale dell'arcidiocesi di Bogotà, e tra il 1970 e il 1972 fu vicario generale dell'arcidiocesi.

### Ministero episcopale e cardinalato
Il 25 febbraio 1971 papa Paolo VI lo nominò vescovo titolare di Boseta e vescovo ausiliare di Bogotà; ricevette l'ordinazione episcopale il 25 marzo seguente dalle mani dell'arcivescovo Aníbal Muñoz Duque (poi cardinale), coconsacranti il vescovo Eduardo Francisco Pironio (poi arcivescovo e cardinale) ed il vescovo Pablo Correa León.
Nel 1972 López Trujillo fu eletto segretario generale del consiglio episcopale latinoamericano, incarico che mantenne fino al 1984. Durante il suo segretariato, nel 1979 ci fu la terza conferenza generale dell'episcopato latinoamericano, alla quale partecipò papa Giovanni Paolo II; si tenne a Puebla de Zaragoza, in Messico.
Il 22 maggio 1978 papa Paolo VI lo nominò arcivescovo coadiutore di Medellín; succedette alla medesima sede il 2 giugno 1979.
Tra il 1979 ed il 1983 fu presidente del CELAM e dal 1987 al 1990 fu presidente della conferenza episcopale colombiana.
Fu creato cardinale presbitero di Santa Prisca da Giovanni Paolo II nel concistoro del 2 febbraio 1983; a quel tempo era il cardinale più giovane del collegio cardinalizio, e lo rimase fino al 1991.
L'8 novembre 1990 venne nominato presidente del Pontificio consiglio per la famiglia ed il 9 gennaio 1991 lasciò l'arcidiocesi di Medellín.
Fu promosso cardinale vescovo il 17 novembre 2001 con il titolo della sede suburbicaria di Frascati.
Partecipò, in qualità di cardinale elettore, al conclave del 2005, che portò all'elezione di papa Benedetto XVI.
Nel maggio 2007 ha partecipato alla V conferenza episcopale latinoamericana ad Aparecida come membro designato dal papa.
Nei suoi ultimi anni si oppose con successo alla beatificazione dell'arcivescovo Oscar Arnulfo Romero.

### Morte
Morì a Roma nella Casa di Cura Pio XI per un arresto cardiaco e problemi respiratori il 19 aprile 2008, all'età di 72 anni, dopo quattro settimane di ricovero dovuto a complicanze causate dal diabete.
Le esequie si sono tenute il 23 aprile alle ore 11 all'Altare della Cattedra della Basilica di San Pietro. La santa messa è stata celebrata dal cardinale Angelo Sodano, decano del Collegio cardinalizio. Al termine, la liturgia esequiale è stata presieduta dal Santo Padre Benedetto XVI, il quale ha tenuto l'omelia e il rito dell'ultima commendatio e della valedictio. La salma è stata poi tumulata nella cripta della chiesa di Sant'Anna dei Palafrenieri in Vaticano. Il 15 maggio 2017 la salma è stata trasferita a Medellín e poi sepolta nella basilica cattedrale metropolitana dell'Immacolata Concezione.

## Opere scritte
Il cardinale Alfonso López Trujillo ha scritto numerosi libri in lingua spagnola:
- De Medellín a Puebla, Biblioteca de Autorees Cristianos, 1980, ISBN 978-84-220-0970-2.
- Familia y cuestiones éticas, Universidad Católica San Antonio de Murcia, 2006, ISBN 978-84-96353-53-4.
- La familia: don y compromiso, esperanza de la humanidad, Ediciones Iglesia en Misión, 1997, ISBN 978-84-89065-10-9.
- La liberación y el compromiso del cristiano ante la política, Ediciones Mensajero, 1973, ISBN 978-84-271-0613-0.
- Liberación marxista y liberación cristiana, Biblioteca de Autorees Cristianos, 1974, ISBN 978-84-220-0671-8.

- No matarás: a mí me lo hiciste. Comentarios y texto de la encíclica Evangelium vitae de Juan Pablo II, Edicep, 1995, ISBN 978-84-7050-413-6.
- La opción por los pobres, Biblioteca de Autorees Cristianos, 1986, ISBN 978-84-220-1273-3.
- ¿Qué es y qué no es sexo seguro?, Ediciones Palabra, 2004, ISBN 978-84-8239-882-2.

## Genealogia episcopale e successione apostolica
La genealogia episcopale è:
- Cardinale Scipione Rebiba
- Cardinale Giulio Antonio Santori
- Cardinale Girolamo Bernerio, O.P.
- Arcivescovo Galeazzo Sanvitale
- Cardinale Ludovico Ludovisi
- Cardinale Luigi Caetani
- Cardinale Ulderico Carpegna
- Cardinale Paluzzo Paluzzi Altieri degli Albertoni
- Papa Benedetto XIII
- Papa Benedetto XIV
- Papa Clemente XIII
- Cardinale Marcantonio Colonna
- Cardinale Giacinto Sigismondo Gerdil, B.
- Cardinale Giulio Maria della Somaglia
- Cardinale Carlo Odescalchi, S.I.
- Vescovo Eugène de Mazenod, O.M.I.
- Cardinale Joseph Hippolyte Guibert, O.M.I.
- Cardinale François-Marie-Benjamin Richard de la Vergne
- Cardinale Pietro Gasparri
- Cardinale Clemente Micara
- Cardinale Antonio Samorè
- Cardinale Aníbal Muñoz Duque
- Cardinale Alfonso López Trujillo

La successione apostolica è:
- Vescovo Rodrigo Arango Velásquez, P.S.S. (1981)
- Vescovo José Roberto López Londoño (1982)
- Arcivescovo Fabio Betancur Tirado (1982)
- Vescovo Abraham Escudero Montoya (1986)
- Vescovo Carlos Prada Sanmiguel (1988)
- Arcivescovo Francisco Gil Hellín (1996)